# Monuments nationaux de Živinice
Cet article recense les monuments nationaux situés sur le territoire de la municipalité de Živinice en Bosnie-Herzégovine et dans la fédération de Bosnie-et-Herzégovine. La liste établie par la Commission pour la protection des monuments nationaux compte 2 monuments nationaux inscrits sur la liste principale et 1 monument inscrit sur une liste provisoire.

## Monuments nationaux
| Monument                  | Localité  | Géolocalisation | Datation  | Commentaire éventuel | Photo |
| ------------------------- | --------- | --------------- | --------- | -------------------- | ----- |
| Mosquée en bois de Priluk | Priluk    |                 | ?         |                      |       |
| Nécropole de Jasik        | Gračanica |                 | Moyen Âge | Avec 31 stećci       |       |